# Сибвинг (Мичиген)
Сибвинг (енгл. Sebewaing) град је у америчкој савезној држави Мичиген.

## Демографија
По попису из 2010. године број становника је 1.759, што је 215 (-10,9%) становника мање него 2000. године.
| Група             | 2000.         | 2010.         |
| Белци             | 1.897 (96,1%) | 1.672 (95,1%) |
| Афроамериканци    | 2 (0,1%)      | 0 (0,0%)      |
| Азијати           | 2 (0,1%)      | 3 (0,2%)      |
| Хиспаноамериканци | 66 (3,3%)     | 75 (4,3%)     |
| Укупно            | 1.974         | 1.759         |